# Larina Wiesen
Larina Wiesen (nacida Larina Hillemann, Reinbek, 18 de mayo de 1996) es una deportista alemana que compite en remo como timonel. Está casada con el también timonel Jonas Wiesen.
Ganó una medalla de plata en el Campeonato Europeo de Remo de 2020, en la prueba de ocho con timonel.

## Palmarés internacional
| Campeonato Europeo | Campeonato Europeo | Campeonato Europeo | Campeonato Europeo |
| Año                | Lugar              | Medalla            | Prueba             |
| ------------------ | ------------------ | ------------------ | ------------------ |
| 2020               | Poznań (Polonia)   | Medalla de plata   | Ocho con timonel   |